# Charlemagne College
Het Charlemagne College is een Rooms-Katholieke scholengemeenschap voor het middelbaar onderwijs in Kerkrade en Landgraaf.

## Geschiedenis
Het Charlemagne College is ontstaan uit een fusie tussen College Rolduc uit Kerkrade en het Eijkhagen College uit Landgraaf. De fusie is doorgetrokken door de Stichting Voortgezet Onderwijs Parkstad Limburg (afgekort: SVO|PL) omdat het leerlingenaantal in de plusregio Parkstad structureel daalt vanwege de demografische verschuiving van gemiddelde leeftijd. In de volksmond komt het neer op de termen als ontgroening en vergrijzing.

## Locaties
De verschillende locaties door Kerkrade en Landgraaf waren en zijn:
- Locatie Eijkhagen: Schakelklas Theoretisch/havo (brugklas), Theoretisch vmbo (vanaf 2e jaar), havo, atheneum, tweetalig atheneum, gymnasium en tweetalig gymnasium. Vanaf het schooljaar 2013/2014 praktisch de enige resterende locatie.

### Voormalige locaties
- Locatie Rolduc: Holz ( vmbo-t, havo, atheneum, gymnasium, Tvwo). De locatie Rolduc Abdij werd na schooljaar 2010-2011 gesloten. Daarmee verdween definitief het onderwijs op de locatie van het vroegere categoriaal gymnasium Rolduc.

- Locatie Campus: Praktijkgericht en Theoretisch vmbo. Sinds september 2012 onderdeel van het Beroepscollege Parkstad. In 2012 zijn in het gebouw scheuren ontdekt. In 2013 is de Campus tot zeker 2016 gesloten. Het onderwijs is verplaatst naar Holz, onderdeel van locatie Rolduc.

- 'Locatie Brandenberg: vmbo (Theoretisch, Gemengd, Kader en Basis (lwoo)). Sinds september 2012 onderdeel van het Beroepscollege Parkstad.